# Claudine Chomat
Claudine Chomat (* 7. Februar 1915 in Saint-Etienne; † 14. Oktober 1995 in Boulogne-Billancourt) war eine französische Politikerin und Résistance-Kämpferin.

## Leben
1931 wurde Chomat Mitglied des Kommunistischen Jugendverbandes Frankreichs. 
Ab 1934 engagierte sie sich in der Parti communiste français (PCF). 1936 beteiligte sie sich zusammen mit Danielle Casanova, Marie-Claude Vaillant-Couturier und Jeannette Vermeersch an der Gründung der Union junger Französinnen (Union des Jeunes Filles de France), der Mädchenorganisation der PCF.
Ende 1939, nach dem Verbot der PCF durch das Daladier-Regime, beteiligte sie sich an der Reorganisation der PCF als Untergrundorganisation. Nach dem Einmarsch der Wehrmacht in Frankreich 1941 übernahm sie die Leitung des Komitees der Frauen in der Résistance (Comités féminins de résistance). Nach der Befreiung Frankreichs 1944 gründete sie die l’Union des Femmes Françaises, deren Generalsekretär sie wurde. Ab 1950 war sie außerdem Mitglied des Zentralkomitees der PCF.
1937 heiratete sie Victor Michaut, von dem sie sich zehn Jahre später wieder scheiden ließ, um den Witwer Laurent Casanova zu ehelichen.